# 12374 Rakhat
Rakhat (asteróide 12374) é um asteróide da cintura principal, a 1,7718192 UA. Possui uma excentricidade de 0,3059737 e um período orbital de 1 489,92 dias (4,08 anos). Rakhat tem uma velocidade orbital média de 18,64107705 km/s e uma inclinação de 8,97806º.
Este asteróide foi descoberto em 15 de Maio de 1994 por Charles de Saint-Aignan.